# Zerstörer 1936
Der Zerstörer 1936 war eine gegenüber dem Zerstörer 1934 verbesserte Klasse von Zerstörern der deutschen Kriegsmarine. Die Bezeichnung 1936 bezieht sich auf das Jahr der Auftragsvergabe, in dem die ersten Boote auf Kiel gelegt wurden. Insgesamt wurden sechs Einheiten des Grundentwurfes auf der zur Deschimag gehörenden Werft AG Weser in Bremen gebaut: Z 17 Diether von Roeder bis Z 22 Anton Schmitt. Die Stapelläufe fanden 1937 und 1938 statt.
Die Kriegsmarine entwickelte den ursprünglichen Entwurf immer weiter und vergab zwischen 1938 und 1943 Bauaufträge für insgesamt 28 Zerstörer der Typen „1936 A“ (acht Einheiten), „1936 A (Mob)“ (zehn Einheiten), „1936 B (Mob)“ (fünf Einheiten) und „1936 C“ (fünf Einheiten) an die DeSchiMAG und die Germaniawerft in Kiel. 18 Boote konnten in Dienst gestellt werden, der Bau von drei Zerstörern (Z 45 bis Z 47) wurde abgebrochen, ein weiterer (Z 44) kurz vor seiner Indienststellung durch Fliegerbomben versenkt. Die Bauaufträge für Z 40 bis Z 42 wurden zurückgezogen und mit dem Bau von Z 48 bis Z 50 wurde nicht mehr begonnen. Von allen Varianten des Zerstörers 1936 wurden 28 gebaut und 25 fertiggestellt, 24 kamen tatsächlich in den Dienst.

## Entwurf und Umbauten
Gegenüber dem Zerstörer 1934 sollte diese Klasse aufgrund der dort festgestellten Instabilität und der damit einhergehenden Beschränkungen durch die vorhandenen hohen Aufbauten weniger hohes Toppgewicht haben; daher wurden die Aufbauten und Schornsteine verkleinert. Das Antriebssystem war identisch mit dem des Zerstörers 1934, allerdings wurden nun weniger hohe Drücke bei den Hochdruckkesseln verwendet, und es stand mehr Platz für die Antriebsanlage zur Verfügung. Stärkere Dieselgeneratoren sorgten zudem für mehr Leistung und somit eine verbesserte Technikausrüstung, ein größerer Bunkerinhalt für höhere Reichweite. Die Verdrängung war mit 2.250 Tonnen bei leerem Schiff und 3.470 Tonnen bei voller einsatzmäßiger Ausrüstung größer als die des Zerstörers 1934. Die Bewaffnung blieb weitgehend gleich. Einzig das Radar und das Echolot wurden verbessert.
Nach 1940 war nur noch ein Boot der Klasse, die Karl Galster, übrig geblieben, bei dem 1942 einige Modifikationen durchgeführt wurde. So wurde der Mast auf dem achteren Deckshaus (das u. a. die Munitionsumladekammer für die hinteren Geschütze enthielt) an die Vorderkante des Aufbaus verlegt, um Platz für eine 2-cm-Vierlings-Flak zu schaffen. Die Fla-Bewaffnung wurde dadurch und durch andere Modifikationen erheblich verstärkt. Ende 1944 erhielt das Boot ein Startgerät mit Feuerleit-Radar für eine Batterie von 8,6-cm-Raketen.

## Einsätze
Die sechs Boote des Typs 1936 bildeten die 5. Zerstörerflottille und nahmen am Unternehmen Westwall teil, bei dem die englische Südküste vermint wurde.
Bei Beginn des Unternehmens Weserübung lag die Karl Galster in der Werft. Die anderen fünf Boote der Klasse nahmen, unter der Führung von Kommodore Friedrich Bonte, an der Besetzung des Erzhafens Narvik im April 1940 teil und gingen dabei verloren. Am 9. April 1940 besetzten die deutschen Truppen den Hafen. Dabei wurden die beiden alten Küstenpanzerschiffe Eidsvold und Norge durch Torpedotreffer versenkt. Die britische Royal Navy unternahm am nächsten Morgen einen Gegenangriff, bei dem die Zerstörer Hardy und Hunter verlorengingen, während auf deutscher Seite die Wilhelm Heidkamp und die Anton Schmitt nach mehreren Artillerie- und Torpedotreffern sanken.
Drei Tage später, am 13. April, griff ein wesentlich stärkerer britischer Verband an, bestehend aus dem Schlachtschiff Warspite und neun Zerstörern. Dem Zerstörer Eskimo wurde durch einen Torpedo das Vorschiff weggeschossen, während die Diether von Roeder ihre restliche Munition verbrauchte. Um eine versuchte Kaperung durch britische Einheiten zu verhindern, wurde das Boot bei dem Versuch, einen längsseits gehenden britischen Zerstörer mit in die Luft zu sprengen, durch Wasserbomben selbstversenkt. Während des zweiten Gefechts zog sich die Hans Lüdemann, die keine Munition mehr hatte, in den Rombjaksfjord zurück, lief auf einen Felsen und musste ebenfalls selbstversenkt werden. Die Hermann Künne geriet bei einem Torpedoausweichmanöver auf Grund. Nachdem der Zerstörer seine Munition verschossen hatte, wurde er aufgegeben und gesprengt. Dabei brach das Achterschiff ab, schwamm wieder auf und trieb noch einige Zeit an der Untergangsstelle.
Die Karl Galster evakuierte gegen Kriegsende Flüchtlinge über die Ostsee. Nach der Kapitulation wurde das Boot der Sowjetunion als Kriegsbeute zugesprochen. Dort stand es als Protschny (Прочный) bis Mitte der 1950er-Jahre im Dienst, bis es vermutlich 1956 verschrottet wurde.

## Boote der Klasse 1936
- Z 17 Diether von Roeder
- Z 18 Hans Lüdemann
- Z 19 Hermann Künne
- Z 20 Karl Galster
- Z 21 Wilhelm Heidkamp
- Z 22 Anton Schmitt

## Unterklasse Zerstörer 1936 A

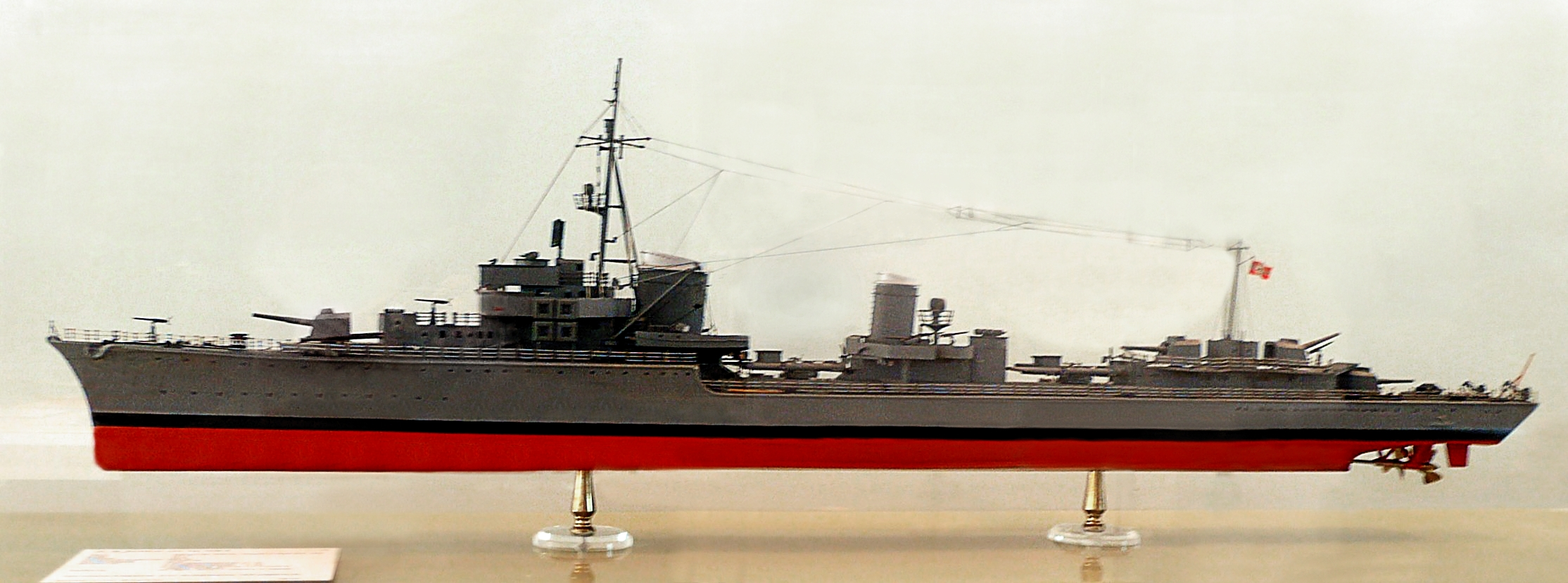
Modell des Zerstörers Typ 1936 A im Deutschen Schiffahrtsmuseum Bremerhaven

Der Zerstörer 1936 A ähnelte dem Zerstörer 1936 weitgehend, war aber bei gleichem Tiefgang länger und breiter. So wurde eine Verdrängung von bis zu 3.753 Tonnen erreicht. Der Bunkerinhalt wurde auf 820 Tonnen vergrößert. Eine weitere Änderung waren die 15-cm-Geschütze: statt fünf 12,7-cm-Einzellafetten wurden nun drei Einzellafetten und eine Doppellafette mit 15 cm eingesetzt. Das hohe Gewicht des Doppelturms hatte ein starkes Eintauchen des Vorschiffs im Seegang zur Folge, was bei hoher Geschwindigkeit in rauer See große Wassermengen auf dem Deck zur Folge haben konnte. Außerdem waren die Türme nicht wasserdicht, was häufige Kurzschlüsse nach sich zog. Ein weiterer Nachteil war, dass die 45 kg schwere 15-cm-Granate per Hand geladen wurde, was die Feuergeschwindigkeit gegenüber dem 12,7-cm-Geschütz erheblich verringerte und bei länger andauernden Gefechten die physischen Möglichkeiten des Ladepersonals schnell an dessen Grenzen brachte. Die lange Wartezeit bis zur Auslieferung des Doppelturmes verzögerte den Einsatz und wurde gleichzeitig für den Einbau modernerer Ausrüstung genutzt. Wie bei den meisten Schiffen wurde die Fla-Bewaffnung vervielfacht. Eine weitere Änderung war die Namensgebung: die Boote erhielten nur noch Nummern (Z 23 bis Z 30), aber keine Namen mehr. Die gesamte Bauserie aus Zerstörer 1936 A und dem nachfolgenden, nur geringfügig abgeänderten Mobilmachungstyp Zerstörer 1936 A (Mob) wurde zur Erinnerung an den Kampf um den gleichnamigen Erzhafen auch „Narvik-Klasse“ genannt. Alle acht Einheiten baute ebenfalls die AG „Weser“ in Bremen.

### Einsätze
Alle Zerstörer dieser Bauart bildeten die 8. Zerstörerflottille. Bis zum März 1941 waren nur die ersten drei Einheiten bereit, den Schweren Kreuzer Admiral Hipper nach Norwegen zu geleiten. Das schlechte Wetter zeigte die Schwächen des Entwurfs, selbst ohne den Doppelturm.
Der zweite Einsatz, der erste richtige Kampfeinsatz, fand durch Z 24, Z 25 und Z 26 gegen den Nordmeergeleitzug PQ 13 am 29. März 1942 statt. Die Zerstörer-Gruppe versenkte ein Handelsschiff, bevor die Eskorte aufmerksam wurde. Der britische Leichte Kreuzer Trinidad griff an und beschoss Z 26. Dieser trug erhebliche Schäden davon, sodass er zu sinken begann und evakuiert werden musste. Z 24 und Z 25 konnten nur 88 Mann der Besatzung retten. Bei dem Versuch, den verlassenen Zerstörer durch einen Fangschuss zu versenken, geriet die Trinidad ins Visier von Z 25, der einen Torpedo abschoss. Die Trinidad bemerkte den Torpedo und leitete ein Ausweichmanöver ein, so dass der Torpedo knapp vorbeiging. Zu ihrem Unglück war aber der zuvor von ihr auf Z 26 abgeschossene Torpedo ein Kreisläufer. Durch ihr Ausweichmanöver geriet die Trinidad in dessen Bahn, wurde vom eigenen Torpedo getroffen, und musste nach Murmansk zurückkehren. Am 14. Mai 1942 wurde die Trinidad beim Versuch, nach Großbritannien zurückzukehren, durch deutsche Fliegerbomben versenkt.
Der nächste Kampfeinsatz fand am 1. und 2. Mai 1942 statt, als Z 24 und Z 25, zusammen mit Hermann Schoemann von Kirkenes aus den britischen Leichten Kreuzer Edinburgh angriffen, der am 30. April von U 456 zwei Torpedotreffer erhalten hatte und mit geringer Fahrt und erheblicher Schlagseite nach Murmansk zurückzukehren versuchte. Zuvor griffen die drei Boote allerdings mehrfach den Geleitzug QP 11 an, ohne allerdings wegen der wirksamen Konvoisicherung mehr als nur ein sowjetisches Schiff versenken zu können. Bei dem am Morgen des 2. Mai erfolgenden Angriff auf die Edinburgh erlitt das Führerboot Hermann Schoemann schwere Artillerietreffer der Edinburgh in die Turbinenräume, die voll Wasser liefen. Das fahruntüchtige Boot musste aufgegeben und gesprengt werden. Dazu ging mitten im Gefecht Z 24 längsseits, während Z 25 einen Rauchschleier legte, der das Manöver verbarg. Die überlebenden Besatzungsmitglieder der Hermann Schoemann ließen bei ihrem Umsteigen auf Z 24 mehrere Wasserbomben mit ausgelösten Zeitzündern an Bord ihres Bootes zurück, die wenige Minuten später zündeten und es zerstörten. Die beiden anderen Boote beschädigten die Edinburgh so stark, dass sie nur 20 Minuten nach der Hermann Schoemann ebenfalls sank.
Z 23, Z 24 und Z 25 wurden im März 1943 an die französische Küste verlegt und mit der Sicherung von Blockadebrechern und  U-Booten im Golf von Biskaya beauftragt. Z 24 und Z 25 nahmen am 14. Juni 1943 die Überlebenden von U 564 auf. Im November stieß auch Z 27 zu ihnen, der aber schon im Dezember von den britischen Leichten Kreuzern Glasgow und Enterprise bei dem Versuch, den Blockadebrecher Alsterufer zusammen mit den Flottentorpedobooten T 25 und T 26 (die ebenfalls sanken) einzubringen, versenkt wurde.
Im Gefecht mit dem (mit polnischer Besatzung fahrenden) Zerstörer Tartar und den polnischen Zerstörern Błyskawica und Piorun, den kanadischen Zerstörern Huron und Haida, sowie den britischen Zerstörern Eskimo, Ashanti und Javelin am 8. Juni 1944 wurde Z 24 schwer beschädigt. Drei der vier 15-cm-Lafetten fielen aus, nur wenige Flak-Waffen waren noch einsatzbereit, die Torpedorohre waren ausgefallen, und der Zerstörer schleppte sich mit Schlagseite in Richtung Heimatbasis. Er wurde jedoch am 25. August in der Gironde versenkt. Z 23 wurde durch Bombentreffer am 21. August 1944 in La Pallice so schwer beschädigt, dass das Boot am 31. August außer Dienst gestellt werden musste.
Auch einige Zerstörer dieser Klasse evakuierten Flüchtlinge aus Ostpreußen. Dabei wurde Z 28 am 6. März 1945 auf der Reede vor Sassnitz von britischen Fliegerbomben versenkt. Am Kriegsende blieben nur drei Boote der Klasse übrig. Z 25 stand nach dem Krieg als Hoche bis 1958 in der französischen Marine im Dienst. Z 29 wurde zunächst von den USA erbeutet und in Bremerhaven ausgeschlachtet, später dann zusammen mit dem Leichten Kreuzer Leipzig von der Royal Navy nach dem Kriegsende zu Ausbildungszwecken als Ziel benutzt und am 16. Dezember 1946 im Skagerrak versenkt. Z 30 war nicht mehr einsatzfähig und wurde 1948 in Großbritannien verschrottet.

### Boote der Klasse 1936A
- Z 23
- Z 24
- Z 25
- Z 26
- Z 27
- Z 28
- Z 29
- Z 30

## Unterklasse Zerstörer 1936 C
Bald nach dem Beginn des Zweiten Weltkrieges wurde klar, dass die Schiffe des Typs 1936 eine ungenügende Flugabwehrbewaffnung besaßen. Da die Anzahl der bereits installierten leichten Flugabwehrgeschütze nicht mehr erhöht werden konnte, kam man zu der Überlegung, eine kombinierte Bewaffnung aus Hauptgeschütz und Flugabwehr zu verwenden. 1941 wurde die 12,8-cm-Flak 40 in einer Doppellafette als neue Bewaffnung für den Zerstörer vorgeschlagen, die sowohl die bisherige Hauptbewaffnung ersetzen als auch als zusätzliche FlaK-Bewaffnung einsetzbar sein sollte. Der Rest des Schiffs basierte auf dem Typ 1936B, ohne weitere Änderungen.
Zwei dieser Schiffe wurden 1942 bei Deschimag in Bremen in Auftrag gegeben (Z 46 und Z 47). Zwar wurden die Bauarbeiten auch begonnen, allerdings liefen sie vor allem aufgrund von Kupfermangel nur schleppend voran. Zusätzlich erschwerten Bombenangriffe die Bauarbeiten und beide Schiffe wurden mehrfach beschädigt. Letztendlich wurden die Bauarbeiten 1944 komplett gestoppt und die beiden Schiffe 1945 abgewrackt. Drei weitere Boote waren bereits 1943 in Auftrag gegeben worden. Die Bauarbeiten an diesen wurden aber nie begonnen.

### Boote der Klasse 1936C
- Z 46
- Z 47
- Z 48
- Z 49
- Z 50